# Ліонська міська бібліотека
Ліонська міська бібліотека (фр. Bibliothèque municipale de Lyon) — муніципальна бібліотека в місті Ліон (Франція).

## Короткий опис
Відома своїми спеціальними колекціями, зокрема фотографій, літератури про місто Ліон та про департамент Рона-Альпи. У бібліотеці зберігається одна з найбільших у Франції колекцій інкунабул (1300 книг). Міська бібліотека розвинулася з бібліотеки Колеж-де-Трініте, що був заснований 1520 року. Першим великим внеском до фондів бібліотеки був дар французького принца і мецената Генріха III у 1587 році. З 1803 року бібліотека була передана містові. Зараз фонди бібліотеки, що розташувалася у 16 філіях, становлять понад 3,7 млн одиниць зберігання.